# Edgar Charles Bate-Smith
Edgar Charles Bate-Smith (1900-1989) est un chimiste et phytochimiste anglais spécialiste de la chimie alimentaire.

## Biographie
Il travaille à la station de recherche sur les basses températures de Cambridge où ses principaux centres d'intérêt sont la viande et les polyphénols.
Il commence sa carrière dans les années 1920 en se consacrant à l'étude des mécanismes biochimiques conduisant à la rigor mortis.
Au cours de la seconde guerre mondiale, il est contraint de se consacrer à l'étude de la déshydratation de la viande.
Dans les années 1950, en rapport avec ses autres passions pour le dessin, l'aquarelle et la culture des fleurs, et avec le développement de la technique de la chromatographie sur papier, il mène des études sur les pigments des plantes, notamment des anthocyanes.

## Test de Bate-Smith

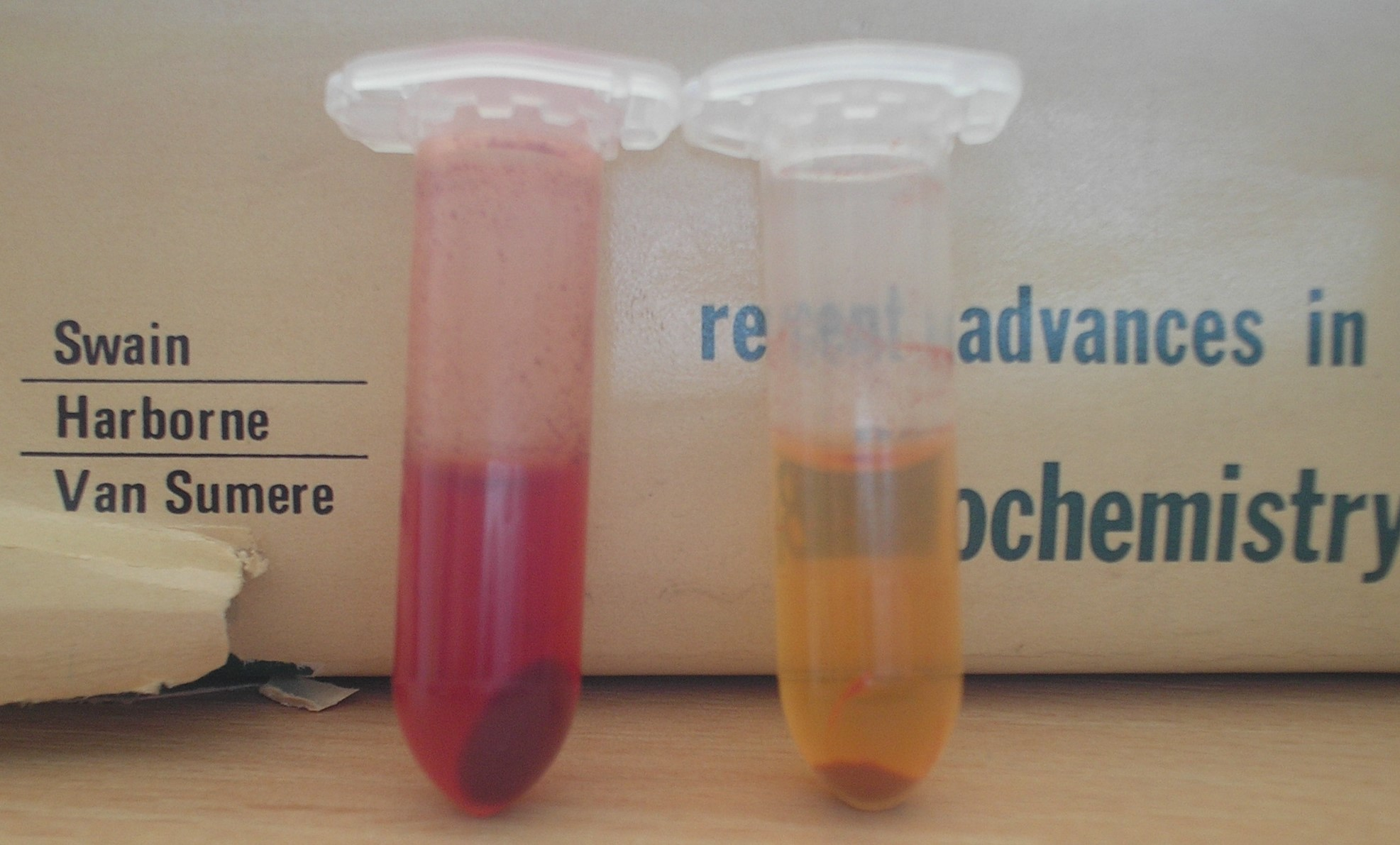
Coloration rouge apparue lors d'un test de Bate-Smith. Le tube de gauche a été chauffé en milieu acide pendant 30 minutes. Celui de droite est le témoin.

Le test de Bate-Smith est une méthode de quantification totale des tanins condensés (proanthocyanidines) par dépolymérisation par hydrolyse acide. Deux tubes sont préparés. Un est porté à 100°C pendant 30 minutes et à l'autre est gardé à 0°C durant le même temps (tube témoin). En présence de tanins condensés, une coloration rouge se développe. On stoppe la réaction avec un ajout d'éthanol. On mesure la différence d'absorbance à 550 nm entre les deux tubes. Cette différence est en rapport avec la quantité d'anthocyanidines formées, qui est elle-même en rapport avec la concentration initiale en tanin.

## Publications
- (en) Bate-Smith E.C., 1954. Leuco-anthocyanins. 1. Detection and identification of anthocyanidins formed leuco-anthocyanins in plant tissues. The Biochemical Journal. 58 (1), pages 122–125, DOI 10.1042/bj0580122, PMC 1269852, PMID 13198862.
- (en) Bate-Smith E.C. & Bendall J.R., 1956. Changes in muscles after death. British Medical Bulletin. 12 (3), pages 230–235, DOI 10.1093/oxfordjournals.bmb.a069557, PMID 13364308.
- (en) Bate-Smith E.C. and Harborne J.B., 1969. Quercetagetin and patuletin in Eriocaulon. Phytochemistry, Volume 8, Issue 6, June 1969, pages 1035-1037, DOI 10.1016/S0031-9422(00)86351-7.
- (en) Bate-Smith E.C., 1973. Haemanalysis of tannins: the concept of relative astringency. Phytochemistry 12, pages 907–912, DOI 10.1016/0031-9422(73)80701-0.
- (en) Bate-Smith E.C., 1977. Astringent tannins of Acer species. Phytochemistry 16, pages 1421–1426.
- (en) Bate-Smith E.C., 1981. Astringent tannins of the leaves of Geranium species. Phytochemistry 20, pages 211–216.